# Adam de Coster

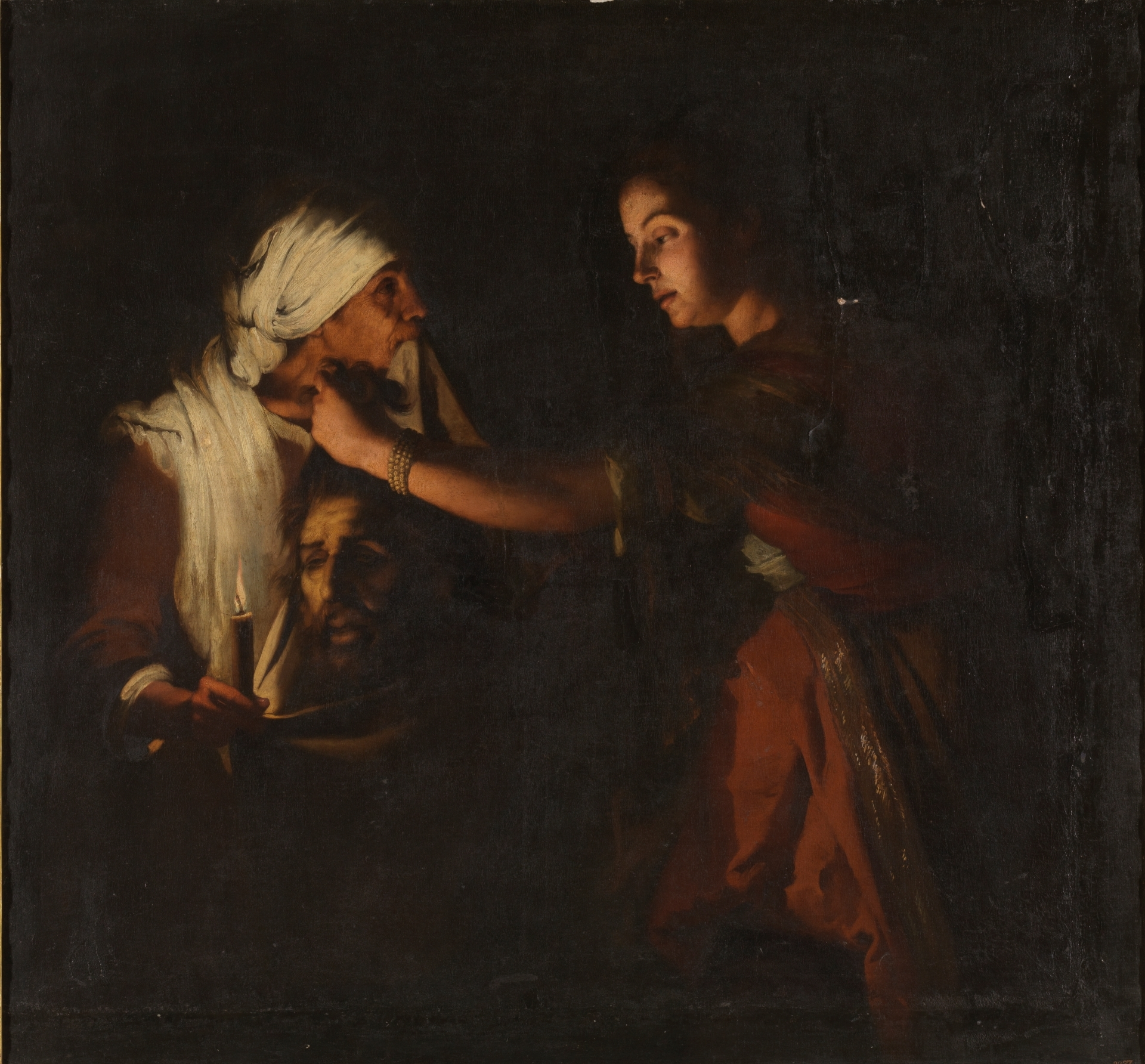
Judit amb el cap d'Holofernes, oli sobre llenç, 144 x 155 cm, Madrid, Museu del Prado

Adam de Coster (Mechelen, c. 1586 – Anvers, 1643) va ser un pintor tenebrista flamenc.
Nascut a Mechelen, el 1607 se li documenta a Anvers, on va ser admès com a mestre en el gremi de Sant Lluc. No cal afirmar, a la vista de les escasses dades documentals conservats, que realitzés el viatge a Itàlia que es podria presumir de l'aparent coneixement de la pintura de Bartolomeo Manfredi i els caravaggistes llombards, com Antonio Campi, sent el primer que a Anvers va pintar escenes de gènere en estil tenebrós, a força de mitges figures en primer pla il·luminades artificialment a la llum de les espelmes.